# Марчков, Сергей Анатольевич
Сергей Анатольевич Марчков (род. 12 марта 1973, Атбасар, Целиноградская область) — советский, российский хоккеист, нападающий.

## Биография
Воспитанник тольяттинского хоккея. Дебютировал в первенстве СССР в команде второй лиги «Маяк» Куйбышев. В переходном турнире следующего сезона впервые сыграл за «Ладу», где провёл два следующих сезона. Сезон 1995/96 отыграл в ЦСК ВВС, следующий — в шведском клубе «Мальмбергет». В сезоне 1997/98 не играл, проведя только два матча в самом начале за ЦСК ВВС. В следующем сезоне играл за «Тьюпело Ти-рекс» из WPHL и шведскую «Карлскруну». После года, проведённого во французском «Лионе», 12 сезонов отыграл за шведский «Хельсингборг».
Участник чемпионата мира среди молодёжи 1993.